# Korodougou
Korodougou is een gemeente (commune) in de regio Ségou in Mali. De gemeente telt 11.300 inwoners (2009).
De gemeente bestaat uit de volgende plaatsen:
- Ban Markala
- Diakoro
- Dingosso
- Kotiala–Deniesso
- Kotiala–Kamagala
- Kotiala–Sobala
- N'Golobasso Peuhl
- N'Goron
- Nampasso (hoofdplaats)
- Safolo
- Sangoula Bamanan